# Mobiler Sozialer Hilfsdienst
Der Mobile Soziale Hilfsdienst (MSHD) ist eine spezielle Form der allgemeinen Pflege- und Betreuungsdienste. Der Mobile Soziale Hilfsdienst wird im Regelfall von Zivildienstleistenden oder im Rahmen des Freiwilligen Sozialen Jahres ausgeführt. Er beinhaltet hauptsächlich die stundenweise Betreuung alter oder behinderter Menschen in ihrem privaten Umfeld.

## Aufgaben
- Hilfen zur Erhaltung und Erweiterung von Kontakten zur Umwelt (wie Besuchsdienste, Bring- und Abholdienste)
- Hilfen im Haushalt (wie Hilfe bei Zubereiten von Mahlzeiten, Wohnung reinigen)
- Pflegerische und betreuerische Hilfen (wie Hilfe bei Körperpflege, Essen, Körperübungen)